# Jarno Opmeer
Jarno Opmeer (11 april 2000) is een voormalig Nederlandse autocoureur die later professioneel sim-racer werd. Met het simracen werd Opmeer drie keer wereldkampioen Formule Esport in 2020, 2021 en 2025.

## Carrière

### Karting
Opmeer begon in 2004 op vierjarige leeftijd met karten en werd in 2009, 2010 en 2011 Nederlands kampioen karten.

### Formule 4
Opmeer is in 2016 afgestudeerd aan eenzitters en deed mee aan het SMP F4 Championship. Hij behaalde zeven overwinningen en dertien podiums in zijn debuutjaar Formule 4 en eindigde op de tweede plaats in het kampioenschap achter zijn landgenoot Richard Verschoor. 
Opmeer nam ook deel aan twee racebijeenkomsten van de Spaanse F4 met MP Motorsport en behaalde 5 podiums van de in totaal zes races. 

### Formule Renault
In 2017 zette Opmeer zijn samenwerking met MP voort en deed mee aan het Eurocup kampioenschap. Hij behaalde in zeven races punten, waaronder een keer de vijfde plaats in de voorlaatste race van het seizoen op Circuit de Barcelona-Catalunya. In het klassement eindigde hij als vijftiende, achter zijn teamgenoten Richard Verschoor en Neil Verhagen. 

### Formule 1
In februari 2017 werd Opmeer opgenomen in de Renault Sport Academy. Eind 2017 bevestigde Jarno dat het contract, dat hij had met de Renault Sport Academy, niet is verlengd. 

### E-sports
In april 2019 tekende Opmeer bij het e-sports-team van Renault, als coureur voor het derde seizoen van de F1 in e-sports. Op 4 mei 2020 kondigde Opmeer aan niet langer voor Renault Sport Team Vitality te rijden en in juni dat jaar liet hij weten voor Alfa Romeo te rijden. Van 2021 tot 2023 reed hij voor Mercedes. Sinds 2024 rijdt hij voor Oracle Redbull Racing.

## Racing record

### Carrière samenvatting

#### Motorsport
| Seizoen | Serie                   | Team          | Wedstrijden | Wins | Poles | F / Ronden | Podiums | Punten | Positie |
| ------- | ----------------------- | ------------- | ----------- | ---- | ----- | ---------- | ------- | ------ | ------- |
| 2016    | SMP F4-kampioenschap    | MP Motorsport | 21          | 7    | 4     | 5          | 13      | 264    | 2e      |
| 2016    | F4 Spaans kampioenschap | MP Motorsport | 6           | 0    | 1     | 0          | 5       | 80     | NC *    |
| 2017    | Formule Renault Eurocup | MP Motorsport | 23          | 0    | 0     | 0          | 0       | 27     | 15e     |
| 2017    | Formule Renault 2.0 NEC | MP Motorsport | 5           | 0    | 0     | 0          | 1       | 68     | 10e     |
| 2018    | Formule Renault Eurocup | MP Motorsport | 4           | 0    | 0     | 0          | 0       | 0      | 25e     |

* Omdat Opmeer niet had deelgenomen aan het vereiste aantal rondes, kwam hij niet in aanmerking voor een kampioenpositie.

#### E-sports
| Seizoen | Serie               | Team                              | Ronden | Wins | Pole | Podiums | Punten | Positie |
| ------- | ------------------- | --------------------------------- | ------ | ---- | ---- | ------- | ------ | ------- |
| 2019    | F1 Esports Series   | Renault-Vitality                  | 12     | 1    | 1    | 6       | 123    | 4e      |
| 2020    | F1 Esports Series   | Alfa Romeo                        | 12     | 4    | 2    | 8       | 196    | 1e      |
| 2021    | F1 Esports Series   | Mercedes-Petronas                 | 12     | 4    | 2    | 7       | 195    | 1e      |
| 2022    | F1 Esports Series   | Mercedes-Petronas                 | 12     | 2    | 0    | 3       | 122    | 5e      |
| 2023    | F1 Simracing Series | Mercedes-Petronas                 | 12     | 1    | 0    | 4       | 122    | 4e      |
| 2025    | F1 Simracing Series | Oracle Red Bull Racing Sim Racing | 12     | 3    | 0    | 5       | 154    | 1e      |

## Bron
Dit artikel of een eerdere versie ervan is een (gedeeltelijke) vertaling van het artikel Jarno Opmeer op de Engelstalige Wikipedia, dat onder de licentie Creative Commons Naamsvermelding/Gelijk delen valt. Zie de bewerkingsgeschiedenis aldaar.